# 賀島政孝
賀島 政孝（かしま まさたか、元文3年（1738年） - 寛政7年1月17日（1795年3月7日））は、徳島藩家老賀島家9代当主。
父は賀島政良。母は林大蔵貞喬の女。子は賀島政徳。幼名は長熊。通称は備前、出雲。号は主鈴。

## 生涯
元文3年（1738年）、徳島藩家老賀島政良の長男として生まれる。宝暦8年（1758年）、藩主蜂須賀重喜より、部屋住料2000石を賜る。
明和2年（1765年）、父政良が藩主重喜より、藩政改革の反対派として仕置家老を罷免され、閉門処分を受ける。明和3年（1766年）、政良の隠居により政孝の家督相続が認められ、知行1万石を相続するも、賀島家の家老職への復帰は叶わなかった。明和6年（1769年）に藩主重喜が、藩政の混乱から幕府に咎蟄居を命じられ、藩政が旧に復すると、政孝も家老に復帰することとなった。
寛政2年（1790年）、隠居して家督を嫡男の政徳に譲る。寛政7年（1795年）1月17日死去。享年58。